# حسين رياض
حسين رياض (13 يناير 1897 - 17 يوليو 1965)، ممثل مصري. امتد نشاطه الفني ما يقرب من 46 عام، ظهر خلالها في حوالي 320 فيلم و240 مسرحية و150 عمل إذاعي و50 عمل تلفزيوني.

## بدايته
ولد حسين رياض في السيدة زينب يوم 13 يناير 1897 من أب مصري وأم سورية. شقيقه هو الفنان فؤاد شفيق.
بدأ هوايته في التمثيل أثناء دراسته الثانوية فانضم إلى فريق الهواة بالمدرسة وكان مدربه إسماعيل وهبي شقيق الفنان يوسف وهبي. فعمل في أول مسرحية في حياته وهي «خلي بالك من إمياى» وكانت بطلة المسرحية روز اليوسف، وحتى لا تعرفه أسرته غير اسمه من حسين محمود شفيق إلى حسين رياض وظل يعمل لعدة فرق مسرحية فعمل مع فرقة الريحاني، ومنيرة المهدية، وعلي الكسار، وعكاشة، ويوسف وهبي، وفاطمة رشدي، واتحاد الممثلين عام 1934.

## حياته الفنية

### المسرح
من أشهر مسرحياته :
" عاصفة على بيت عطيل – تاجر البندقية-لويس الحادى عشر –أنطونيو وكليوباترا – مدرسة الفضائح
القضاء والقدر – الناصر – العباسة – شهر زاد – العشرة الطيبة – مضحك الخليفة
مصرع كليوباترا – الأرملة الطروب – الندم "، وحصل على لقب ممثل من الدرجة الممتازة.

### السينما
وعندما بدأت السينما اتجه إليها حسين رياض وأصبح أحد فرسانها، أول أفلامه «ليلى بنت الصحراء» عام 1937 مع الفنانة بهيجة حافظ وكان أجره وقتها 50 جنيها، وظل يعمل في السينما حتى بلغ عدد أفلامه نحو 320 فيلما. تنوعت أدواره فيها بين الموظف المطحون والباشا الأرستقراطى والعمدة ورجل الأعمال.

## أعماله

### الأفلام
| السنة | الأفلام |
| ----- | --- |
| 1931  | صاحب السعادة كشكش بيه |
| 1934  | حوادث كشكش بيك |
| 1935  | الدفاع |
| 1937  | سلامة في خير - ليلى بنت الصحراء |
| 1938  | لاشين |
| 1941  | عاصفة على الريف |
| 1942  | الشريد - على مسرح الحياة |
| 1943  | حب من السماء |
| 1944  | ليلى البدوية |
| 1945  | الأم - الزلة الكبرى - قتلت ولدي |
| 1946  | الخطيئة - الطائشة - الملاك الأبيض - النائب العام - أنا وابن عمي - عودة القافلة |
| 1947  | أمل ضائع |
| 1948  | عدل السماء - هارب من السجن |
| 1950  | الأفوكاتو مديحة - أمير الانتقام - بابا أمين |
| 1951  | أسرار الناس - طيش الشباب - ليلة غرام |
| 1952  | الأسطى حسن - الأم القاتلة - الإيمان - الدم يحن - الزهور الفاتنة - أنا بنت مين - جنة ونار - سلوا قلبي - غضب الوالدين - مصطفى كامل                                                                  |
| 1953  | ابن الحارة - الحب المكروه - المرأة كل شيء - بائعة الخبز - بلال مؤذن الرسول - مكتوب على الجبين - تاجر الفضائح - حب في الظلام - شريك حياتي - ظلموني الحبايب - في شرع مين - لحن حبي - موعد مع الحياة |
| 1954  | الأرض الطيبة - الملاك الظالم - أمريكاني من طنطا - أنا الحب - انتصار الحب - حياة أو موت - رسالة غرام - رقصة الوداع - قرية العشاق - قلوب الناس - موعد مع السعادة                                    |
| 1955  | أغلى من عينيه - الجسد - الله معنا - بنات الليل - ثورة المدينة - ضحكات القدر - فجر - لحن الوفاء |
| 1956  | أرضنا الخضراء - الغريب - أنا الشرق - ربيع الحب - صراع في الميناء - من القاتل - نداء الحب |
| 1957  | المتهم - الملاك الصغير - بورسعيد - حملة أبرهه على بيت الله الحرام - حياة غانية - رد قلبي - عشاق الليل - وكر الملذات                                                                               |
| 1958  | الشيطانة الصغيرة - بنت 17 - جميلة - حب من نار - شارع الحب - غلطة حبيبي - قلوب العذارى - هذا هو الحب                                                                                               |
| 1959  | أحلام البنات - آخر من يعلم - أم رتيبة - أنا حرة - بين الأطلال - حب حتى العبادة - حب ودلع - شمس لا تغيب - عش الغرام - قاطع طريق - نساء محرمات - هدى                                                |
| 1960  | البنات والصيف - الزوج المتشرد - العاشقة - العملاق - الغجرية - المراهقات - النغم الحزين - بهية - حب وحرمان - رجال في العاصفة - شجرة العائلة - لحن السعادة                                          |
| 1961  | السبع بنات - تحت سماء المدينة - حياتي هي الثمن - رسالة إلى الله - في بيتنا رجل - لا تذكريني - مافيش تفاهم - نصف عذراء - وا إسلاماه                                                                |
| 1962  | ألمظ وعبده الحامولي - المعجزة - آه من حواء - جمعية قتل الزوجات - شفيقة القبطية - شهيدة الحب الإلهي                                                                                                |
| 1963  | الناصر صلاح الدين - رابعة العدوية - زقاق المدق - زوجة ليوم واحد |
| 1964  | الابن المفقود - دعني والدموع - شادية الجبل - من أجل حنفي - هل أنا مجنونة |
| 1965  | خدني معاك - تنابلة السلطان - المماليك - الخائنة - الحرام - أغلى من حياتي - ليلة الزفاف |

### الإذاعة
أما في العمل الإذاعى والتليفزيوني فكان رصيده 150 مسلسلاً وتمثيلية إذاعية و50 مسلسلاً وتمثيلية تليفزيونية، وتنوعت أدواره فيها فقام بأداء دور الأب الطيب المتسامح – العمدة – رئيس العصابة وغيرها من الأدوار التي لعبها باقتدار.

### من المسلسلات
- 1963: هارب من الأيام
- 1964: جواز البنات - خيال المآتة - عروس اليمامة
- 1965: عواصف

### من المسرحيات
- 1946: العباسة
- 1948: الغيرة
- 1952: عاصفة في بيت

## الجوائز
كرمه الرئيس المصري جمال عبد الناصر بوسام الفنون عام 1962. وقد حصل في مهرجان الإسكندرية السينمائي الدولي السادس عشر على درع الريادة تكريما له في ذكرى ميلاده المئة، تسلمته ابنته فاطمة حسين رياض.

## وفاته
توفي في 17 يوليو عام 1965.

## روابط خارجية
- حسين رياض على موقع IMDb (الإنجليزية)
- حسين رياض على موقع الدهليز
- حسين رياض على موقع قاعدة بيانات الأفلام العربية
- حسين رياض على موقع ديسكوغز (الإنجليزية)
- حسين رياض على موقع قاعدة بيانات الفيلم (الإنجليزية)